# Eremurus zangezuricus
Eremurus zangezuricus är en grästrädsväxtart som beskrevs av A.D. Mikheev. Eremurus zangezuricus ingår i släktet Eremurus och familjen grästrädsväxter. Inga underarter finns listade i Catalogue of Life.